# Права человека в Исламской Республике Иран
Состояние прав человека в Исламской Республике Иран подвергается критике со стороны иранцев, международных правозащитников, писателей и общественных организаций. Генеральная Ассамблея Организации Объединённых Наций и Комиссия по правам человека осудили предыдущие и продолжающиеся нарушения в Иране в опубликованных критических статьях и нескольких резолюциях. Правительство критикуют как за ограничения и наказания, соответствующие конституции и законам Исламской Республики, так и за «внесудебные» действия государственных деятелей, такие как пытки, изнасилования и убийства политических заключенных, а также избиения и убийства диссидентов и других гражданских лиц. Смертная казнь в Иране остаётся предметом международной озабоченности.
Ограничения и наказания в Исламской Республике Иран, которые нарушают международные нормы прав человека, включают суровые наказания за преступления, наказание за преступления без потерпевших, такие как блуд и гомосексуализм, казнь правонарушителей моложе 18 лет, ограничения свободы слова и печати (в том числе тюремное заключение журналистов), а также ограничения свободы религии и равенства полов в Конституции Исламской Республики (особенно продолжающееся преследование бахаиев).
Сообщается, что злоупотребления, выходящие за рамки законов Исламской Республики и которые были осуждены, включают казнь тысяч политических заключенных в 1988 году и широкое применение пыток для получения от заключенных и их товарищей отказа от своих слов на видео в пропагандистских целях. Также были осуждены подрывы редакций газет и нападения на политических протестующих со стороны «квазиофициальных репрессивных органов», особенно «Хезболлахи», а также убийства десятков оппонентов правительства в 1990-х годах, предположительно «изгоями» в правительстве.
По данным Human Rights Watch, ситуация с правами человека в Иране «заметно ухудшилась» при администрации президента Махмуда Ахмадинежада. После предвыборных протестов 2009 года поступали сообщения о пытках, изнасилованиях и даже убийствах протестующих, а также об арестах и массовых судебных процессах над десятками видных деятелей оппозиции, в ходе которых обвиняемые «зачитали признания, которые имели все признаки принуждения». В октябре 2012 года Управление ООН по правам человека заявило, что иранские власти приступили к «жестокому преследованию» журналистов и правозащитников.
Официальные лица Исламской Республики ответили на критику, заявив, что Иран имеет «лучшие показатели в области прав человека» в мусульманском мире; что он не обязан следовать «западной интерпретации» прав человека; и что Исламская Республика является жертвой «предвзятой пропаганды врагов», которая является «частью более масштабного плана против исламского мира». По мнению иранских чиновников, те, кого правозащитники называют мирными политическими активистами, которым отказывают в праве на надлежащую правовую процедуру, на самом деле виновны в преступлениях против национальной безопасности страны, а те протестующие, которые утверждают, что Ахмадинежад добился победы на выборах 2009 года нечестным путём, на самом деле являются частью поддерживаемого иностранцами заговора с целью свержения иранских властей.
По состоянию на 2019 год вопросы, вызывающие обеспокоенность Amnesty International, включали применение смертоносной силы, в результате которой погибло более 300 человек, для незаконного подавления ноябрьских протестов, произвольное задержание тысяч протестующих; приговоры к тюремному заключению и порке более 200 правозащитников; укоренившаяся дискриминация, пытки и другое жестокое обращение с этническими и религиозными меньшинствами; подавление женских кампаний против законов о принудительном ношении хиджаба.

## Предыстория

### История Исламской Республики Иран
Считается, что Исламская революция имеет значительно худшие показатели в области прав человека, чем свергнутая ею династия Пехлеви. По словам политического историка Ерванда Абрамяна, «в то время как в период с 1971 по 1979 год казнили менее 100 политических заключённых, в период с 1981 по 1985 год было казнено более 7900 человек… тюремная система была централизована и резко расширена … Тюремная жизнь резко изменилась. Хуже при Исламской Республике, чем при Пехлеви. Тот, кто выжил в обоих случаях, пишет, что четыре месяца под [надзирателем] Асадоллы Ладжеварди стоили четырёх лет под САВАКом . В тюремной литературе эпохи Пехлеви повторяющимися словами были: „скука“ и „однообразие“. В Исламской Республике это были „страх“, „смерть“, „ужас“ и чаще всего „кошмар“». По оценкам военного историка Спенсера К. Такера, в период с 1980 по 1985 год от 25 000 до 40 000 иранцев были арестованы, 15 000 иранцев предстали перед судом и от 8 000 до 9 500 иранцев были казнены.
Подавляющее большинство убийств политических заключенных произошло в первое десятилетие существования Исламской Республики, после чего жестокие репрессии уменьшились С подъёмом иранского реформаторского движения и избранием умеренного президента Ирана Мохаммада Хатами в 1996 году были предприняты многочисленные шаги по изменению иранского гражданского и уголовного кодексов с целью улучшения ситуации с правами человека. Преимущественно реформистский парламент разработал несколько законопроектов, позволяющих расширить свободу слова, равенство полов и запретить пытки. Все они были отклонены или существенно смягчены Советом стражей и ведущими консервативными деятелями в иранском правительстве того времени.
По данным журнала The Economist: 

Тегеранская весна десятилетней давности теперь уступила место мрачной политической зиме. Новое правительство продолжает закрывать газеты, затыкать рот инакомыслящим, а также запрещать или подвергать цензуре книги и веб-сайты. Мирные демонстрации и протесты эпохи власти больше не терпят: в январе 2007 года силы безопасности напали на бастующих водителей автобусов в Тегеране и арестовали сотни из них. В марте полиция избила сотни мужчин и женщин, собравшихся отметить Международный женский день.

### Международная критика
| Страна по опросу | Благоприятные | Неблагоприятные | Нейтральные | Разница |
| ---------------- | ------------- | --------------- | ----------- | ------- |
| Израиль          | 5%            | 92%             | 3           | -87     |
| Иордания         | 8%            | 89%             | 11          | -81     |
| Испания          | 7%            | 87%             | 6           | -80     |
| Италия           | 9%            | 87%             | 4           | -78     |
| Бразилия         | 11%           | 79%             | 10          | -68     |
| Германия         | 15%           | 78%             | 7           | -63     |
| Франция          | 19%           | 81%             | 0           | -62     |
| США              | 14%           | 76%             | 10          | -62     |
| Япония           | 15%           | 73%             | 12          | -58     |
| Польша           | 14%           | 67%             | 19          | -53     |
| Чили             | 16%           | 68%             | 16          | -52     |
| Австралия        | 17%           | 67%             | 16          | -50     |
| Канада           | 16%           | 66%             | 18          | -50     |
| Аргентина        | 10%           | 59%             | 31          | -49     |
| Мексика          | 13%           | 62%             | 25          | -49     |
| Турция           | 17%           | 64%             | 19          | -47     |
| Великобритания   | 17%           | 62%             | 21          | -45     |
| ЮАР              | 18%           | 57%             | 35          | -39     |
| Китай            | 23%           | 61%             | 16          | -38     |
| Венесуэла        | 22%           | 58%             | 20          | -36     |
| Перу             | 19%           | 48%             | 33          | -29     |
| Республика Корея | 30%           | 56%             | 14          | -26     |
| Палестина        | 34%           | 57%             | 9           | -23     |
| Филиппины        | 33%           | 56%             | 11          | -23     |
| Ливан            | 41%           | 58%             | 1           | -19     |
| Кения            | 32%           | 50%             | 18          | -18     |
| Украина          | 26%           | 42%             | 32          | -16     |
| Малайзия         | 34%           | 47%             | 19          | -13     |
| Уганда           | 32%           | 43%             | 25          | -11     |
| Нигерия          | 33%           | 43%             | 24          | -10     |
| Россия           | 34%           | 44%             | 22          | -10     |
| Буркина-Фасо     | 25%           | 34%             | 41          | -9      |
| Сенегал          | 32%           | 39%             | 39          | -7      |
| Индонезия        | 36%           | 41%             | 23          | -5      |
| Танзания         | 29%           | 34%             | 37          | -5      |
| Индия            | 28%           | 28%             | 44          | 0       |
| Вьетнам          | 42%           | 35%             | 23          | 7       |
| Гана             | 44%           | 36%             | 20          | 8       |
| Эфиопия          | 27%           | 18%             | 55          | 9       |
| Пакистан         | 57%           | 16%             | 27          | 41      |

С момента основания Исламской Республики нарушения прав человека религиозных меньшинств были предметом резолюций и решений Организации Объединённых Наций и её органов по правам человека, Совета Европы, Европейского парламента и Конгресса США. Кроме того, неправительственные правозащитные группы, такие как Human Rights Watch, Amnesty International, Центр по правам человека в Иране, опубликовали отчеты и выразили обеспокоенность по поводу таких вопросов, как обращение с религиозными меньшинствами, условия содержания в тюрьмах, медицинское состояние заключенных, гибель заключённых (например: Вахид Саяди Насири), массовые аресты антиправительственных демонстрантов.
В начале 1980 года Иран стал одной из немногих стран, в отношении которых когда-либо проводился расследование докладчиком ООН по стране в рамках Секции специальных процедур ООН. Четыре года спустя Комиссия ООН по правам человека назначила специального представителя по Ирану для изучения ситуации с правами человека, и по состоянию на 2001 год эту должность исполняли три человека. По данным Группы по правам меньшинств, в 1985 году Иран стал «четвёртой страной в истории Организации Объединённых Наций», которая была включена в повестку дня Генеральной Ассамблеи из-за «серьезности и масштабов этой ситуации с правами человека». С 1984 по 2001 год Комиссия ООН по правам человека принимала резолюции о нарушениях прав человека в отношении религиозных меньшинств Ирана, особенно о преследовании бахаиев. Комиссия ООН по правам человека не приняла такую резолюцию в 2002 году, когда правительство Ирана направило приглашение «Рабочей группе ООН по произвольным задержаниям и Специальному докладчику по поощрению и защите права на свободу мнений и свободе выражения» посетить страны и расследовать жалобы. Однако, по данным организации Human Rights Watch, «когда эти чиновники все же посетили страну, обнаружили, что условия с правами человека являются плохими, и выпустили отчеты с критикой исламского правительства, правительство не только не выполнило их рекомендации, но и приняло ответные меры „в отношении свидетелей, которые дали показания экспертам“».
В 2003 году принятие резолюций снова началось с того, что Канада выступила автором резолюции, критикующей «подтвержденные случаи пыток, забивания камнями в качестве метода казни и наказания, такие как порка и ампутации» в Иране, после смерти канадской гражданки иранского происхождения Захры Каземи в Иранской тюрьме. С тех пор резолюция принимается Генеральной Ассамблеей ООН каждый год.
Европейский Союз также раскритиковал ситуацию с правами человека в Исламской Республике, выразив обеспокоенность в 2005, 2007 и 6 октября 2008 года, представив послание послу Ирана в Париже, в котором выражалась обеспокоенность ухудшением ситуации с правами человека в Иране. 13 октября 2005 года Европейский парламент проголосовал за принятие резолюции, осуждающей игнорирование исламским правительством прав человека для своих граждан. Позже в том же году правительство Ирана объявило, что приостановит диалог с Европейским Союзом по вопросам прав человека в Иране. 9 февраля 2010 года Европейский Союз и США опубликовали совместное заявление, осуждающее «продолжающиеся нарушения прав человека» в Иране.
2 сентября 2020 года Amnesty International обвинила иранские власти в массовых нарушениях прав человека во время протестов 2019 года. Общенациональные протесты были вызваны ростом цен на топливо. Сообщается, что в ответ на протесты правительство привело к гибели сотен человек в результате преднамеренного применения смертоносной силы, а также к 7000 арестам. Согласно отчёту, среди задержанных были дети, которые подвергались избиениям, экстремальным температурам, стрессовым положениям и казни на электрическом стуле.
17 мая 2022 года пресс-секретарь Управления ООН по правам человека обратилась к Ирану с просьбой приостановить казнь шведско-иранского академика Ахмадрезы Джалали и смягчить его смертный приговор.

### Относительная открытость
Одно из наблюдений, сделанных неправительственными источниками о состоянии прав человека в Исламской Республике, заключается в том, что репрессии не настолько суровы, чтобы иранская общественность боялась публично критиковать свое правительство перед незнакомцами. Гипотезу о том, почему нарушения прав человека в Исламской Республике не так серьёзны, как в Сирии, Афганистане (при Талибане) или Ираке (при Саддаме Хусейне), выдвинула американская журналистка Элейн Скиолино, которая предположила, что: 

Шиитский ислам процветает благодаря дебатам и дискуссиям… Таким образом, свобода мысли и выражения имеет важное значение для системы, по крайней мере, в высших кругах религиозного руководства. И если муллы могут вести себя таким образом между собой в таких местах, как священный город Кум, как можно сказать остальной части современного общества, что оно не может думать и исследовать мир опыта самостоятельно?
Другая гипотеза, предложенная иранцами (Акбар Ганджи, Арзу Осанлоо, Хуман Маджд), заключается в том, что «понятия демократии и прав человека укоренились среди иранского народа», что делает «гораздо более трудным для правительства совершать преступления», чем это делало правительство шаха. Описывая период реформ во время президентства Мохаммада Хатами, ирано-американский академик Арзу Осанлоо отмечает, что «либеральные представления о правах сегодня почти гегемонистны в Иране». Иранские спецслужбы «должны были арестовать любого, кто плохо отзывается о правительстве в частном порядке, они просто не успевали строить камеры достаточно быстро, чтобы содержать заключённых».

#### Перспектива Исламской Республики
Иранские официальные лица не всегда были согласны с состоянием прав человека в Иране. В апреле 2004 года президент-реформатор Мохаммад Хатами заявил, что «у нас определённо есть политические заключенные [в Иране] и… люди, которые сидят в тюрьме за свои идеи». Однако два дня спустя ему возразил глава судебной власти аятолла Махмуд Хашеми Шахруди, заявивший, что «у нас нет политических заключенных в Иране», поскольку иранское законодательство не упоминает такие правонарушения… «Мир может рассматривать определённые дела по их характеру, как политические преступления, но поскольку у нас нет закона на этот счет, они считаются обычными правонарушениями».
Президент Ирана Махмуд Ахмадинежад и другие правительственные чиновники положительно сравнили ситуацию с правами человека в Иране с другими странами, особенно со странами, которые критиковали ситуацию с Ираном. В своей речи в 2008 году он ответил на вопрос о правах человека, заявив, что в Иране меньше заключенных, чем в США, и «ситуация с правами человека в Иране относительно хорошая, по сравнению… с некоторыми европейскими странами и Соединенными Штатами».
В своем выступлении в Организации Объединённых Наций в 2007 году Ахмадинежад прокомментировал права человека только для того, чтобы сказать, что «определенные державы» (неназванные) виновны в их нарушении, «создавая тайные тюрьмы, похищая людей, проводя судебные процессы и тайные наказания без какого-либо учёта надлежащей правовой процедуры». Должностные лица Исламской Республики также критиковали нарушения Израилем прав человека палестинцев.
По словам Резы Афшари, позиция Исламской Республики относительно универсальности прав человека основана на утверждении, что религия является «высшим культурным принципом». Таким образом, правительственные идеологи ставят под сомнение универсальность прав человека, а Али Хаменеи призывает функционеров отвергнуть «западное представление о правах человека». По словам Афшари, чиновники делают упор на «человеческих», а не на правах, с целью обрести «истинного» человека («помнящего о присутствии Бога и боящегося божественных предписаний»), прежде чем их права будут рассмотрены. Цель состоит в том, чтобы создать «идеального человека», что «резко контрастирует с целью западного либерализма, создавшего нормальных людей».

## Конституционно-правовые основы
Конституция Исламской Республики Иран была принята на референдуме 2 и 3 декабря 1979 года и в неё были внесены поправки 28 июля 1989 года.
Конституцию назвали «гибридом» «теократических и демократических элементов». Как и во многих демократических конституциях, в ней есть статьи, наделяющие мандатом президента и законодательный орган, а также регулярные всеобщие выборы для заполнения их мест (статья 6). Также, как и большинство современных светских конституций, она призывает к правам своих граждан — равным правам для женщин (статья 20) и защите их прав (статья 21); свобода выражения мнений (статья 23); свобода печати и коммуникации (статья 24), свобода объединений (статья 27); свобода религиозных меньшинств (при условии, что они зороастрийцы, иудеи или христиане) «исполнять свои религиозные обряды и церемонии».
В отличие от большинства конституций, она наделяет суверенитетом Бога (статьи 1-2); он уполномочивает назначенные руководящие органы (Верховного лидера и Совет стражей), которые контролируют и подчиняют избранного президента и законодательный орган/меджлис (статьи 107—112). А его статьи, декларирующие права женщин, свободу выражения мнений, общение и ассоциации, прессу — сопровождаются модификаторами, такими как «в пределах закона», «в пределах предписаний ислама», «если они не нападать на принципы ислама», «если в Законе не указано иное», «пока это не противоречит заповедям ислама» — то, что один учёный называет «зловещей Уловкой-22».
Эти принципы/ограничения/предписания ислама, которые отличались от принципов Всеобщей декларации прав человека, включали:
- Закон шариата. Хотя законодательство ИРИ несколько отличается от чистого шариата, при «мониторинге и надзоре» со стороны Совета стражей «исламское уголовное право стало основой для определения преступлений и их классификации» в ИРИ[59]. Законы шариата, как они интерпретируются в Исламской Республике, призывают к неравенству прав между полами, религиями, сексуальной ориентацией, а также к другим практикам, критикуемым на международном уровне, таким как забивание камнями как метод казни[60]. В 1984 году представитель Ирана в Организации Объединённых Наций Сай Раджаи-Хорассани заявил, что Всеобщая декларация прав человека представляет собой «светское понимание иудео-христианской традиции», которое не может быть реализовано мусульманами и «не соответствует система ценностей, признанная Исламской Республикой Иран», которая «поэтому без колебаний нарушит её положения»[61].
- Как и другие исламисты, аятолла Хомейни считал крайне важным, чтобы мусульмане (и, в конечном итоге, все люди) руководствовались исламскими законами/шариатом[62], но уникальность его послания заключалась в том, что сначала он призвал к тому, чтобы шариатское/исламское правительство возглавлял ведущий исламский юрист или факих, а позже, после того, как он пришел к власти, заявил в фетве начала 1988 года, что исламское правительство Ирана является «ветвью исламского правительства и абсолютное управление Пророка Божьего» и «среди основных предписаний ислама», имеет «преимущество над всеми второстепенными предписаниями, такими как молитва, пост и паломничество»[63][64]. По мнению учёного Ерванда Абрамяна, в глазах иранских чиновников «выживание Исламской Республики — и, следовательно, самого ислама — оправдывало использованные средства» и превосходило любые права личности[65]. (Термин «враг Бога»[66], который в исламской истории часто образовывал правовую категорию, включающую в себя грабёж с применением насилия, изнасилование и терроризм[67], широко используется исламской судебной системой Ирана, поскольку обвинение «против тех, кто поднимает оружие против государства»[68].)

### Положения, нарушающие права человека

#### Суровые наказания

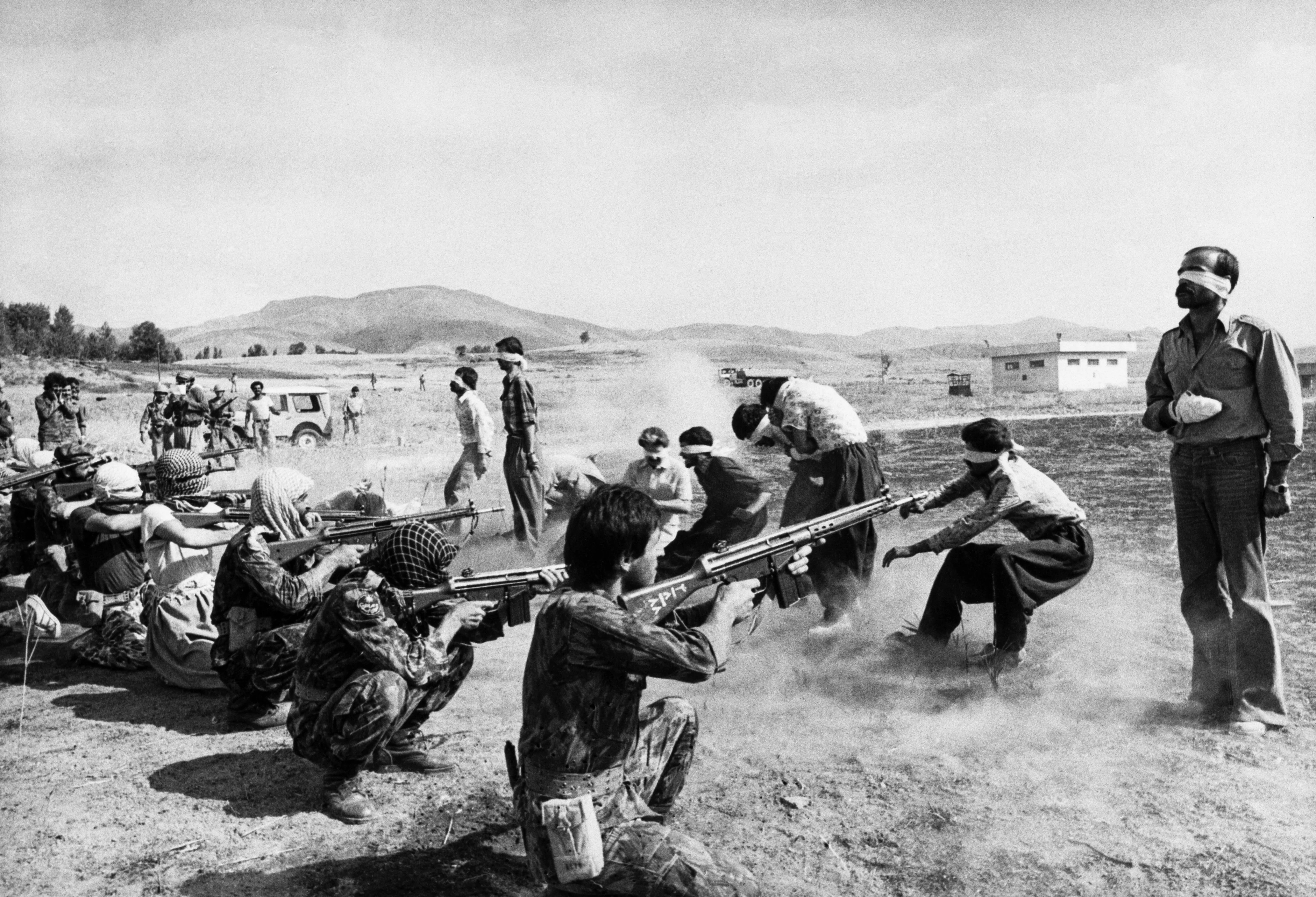
Революционный расстрел в 1979 году

Для категории правонарушений, известных в шариате как хадд (нарушение «прав Бога» с «фиксированным наказанием»), иранский уголовный кодекс предусматривает такие наказания, как смертная казнь через повешение, забивание камнями или обезглавливание. Менее тяжкие преступления наказываются ампутацией или бичеванием. (Преступления этой категории включают прелюбодеяние, употребление алкоголя, кражу со взломом или мелкую кражу, восстание против исламской власти, отступничество и гомосексуальные связи.)
Нехудудские преступления против тела (телесные повреждения) или против личности (убийство), такие как убийство или изнасилование, считаются «частными» преступлениями в шариате в том смысле, что жертва или семья жертвы могут реализовать право на возмездие (Кисас, также известное как «Око за око») или получить «кровавые деньги» (Дийя или Закон Талиона). Умышленное телесное повреждение или убийство, «повлекшее ампутацию органов тела, нанесение ран и ослепление, имеет право требовать возмездия, а смертная казнь может быть назначена в качестве возмездия за умышленное убийство по требованию наследников потерпевшего — за исключением супруга». Случайные или полунамеренные действия, которые приводят к телесным повреждениям или смерти, или в случаях, когда они были совершены умышленно, но приговор возмездия не мог быть вынесен, подпадают под определение «кровавых денег» (дийя). Четвёртая категория — это Тазират или дискреционное наказание, и включает любое действие, считающееся греховным или запрещённым согласно исламскому праву, которое не было включено в другие три категории. «Подавляющее большинство» правонарушений в иранской судебной системе «связано с преступлениями Тазирата» В Иране, по крайней мере, в ранних кодексах Тазирата (в 1983 году) дореволюционные наказания, такие как штраф и тюремное заключение, были заменены «шариатским наказанием в виде порки».
Все эти категории проблематичны в глазах правозащитных групп, а напряжённость между сторонниками шариата и международным и внутренним давлением отражена в заявлении генерального прокурора Ирана Мохаммеда Джафара Монтазери от 17 января 2019 года: «К сожалению, чтобы не быть осуждённым из-за вопросам прав человека в Организации Объединённых Наций, мы отказались от некоторых божественных законов».
Типы
Ампутация. По древнейшим законам шариата ампутация является наказанием для воров. Статья 201 Исламского уголовного кодекса предусматривает наказание за ограбление в первый раз — ампутацию четырёх пальцев правой руки вора; при втором осуждении — левая нога вора (и в третий раз подсудимого приговаривают к пожизненному заключению). Адвокаты отмечают, что «трудно, если вообще возможно… ходить, даже с тростью или костылями», когда правонарушитель потерял правую руку и левую ногу. Такова была судьба, например, пяти осужденных грабителей в провинции Систан-Белуджистан в январе 2008 года, по данным информационного агентства ISNA. Ампутация достаточно широко распространена в ИРИ, и в период с 2000 по 2020 год её применяли как минимум к 129 правонарушителям (по данным Центра Абдоррахмана Боруманда). 3 декабря 2020 года Amnesty International опубликовала подробный аналитический отчёт, в котором призвала иранские власти отказались от планов ампутировать пальцы шести мужчинам, осуждённым за грабеж, после несправедливых судебных процессов и признаний, основанных на пытках. Власти и тюремные чиновники провинции Урумия готовятся привезти в тюрьму гильотину, чтобы ампутировать пальцы шести заключённым. Другая критика наказания заключается в том, что жертвы «больше не могут легко застегивать одежду или выполнять повседневную работу», а если они воровали из-за бедности, потеря функционирующей руки увеличивает их финансовые потребности.
Забивание камнями до смерти. Забивание камнями является формой казни только за одно преступление в Иране — прелюбодеяние. Сообщается, что с 1980 по 2009 год в Иране до смерти забили камнями 150 человек, но в 2002 году власти наложили мораторий на эту форму казни По состоянию на 2018 год в Иране женщин по-прежнему приговаривали к забиванию камнями. Шариат прямо утверждает, что используемые камни должны быть достаточно большим, чтобы не убить его слишком рано, но и не маленькими.
Порка. По мнению Amnesty International, порка «приравнивается» к пытке. В ИРИ она служит наказанием за различные преступления — кражу, нападение, а также «участие в мирных протестах, вступление во внебрачные отношения, посещение смешанных вечеринок и употребление алкоголя». В период с 2000 по 2020 год в ИРИ (по данным Центра Абдоррахмана Боруманда) порке подверглись не менее 2134 человек (в том числе 17 в возрасте до 18 лет).
Ослепление. В соответствии с шариатской политикой кисаса (возмездия) в Иране произошёл по крайней мере один случай наказания в виде ослепления, когда мужчине выкололи глаз после осуждения за то, что он плеснул кислоту в лицо женщине. Наказание было названо варварским.
В августе 2021 года взломы правительственных камер наблюдения выявили постоянные избиения и таскания заключённых персоналом.

#### Гендерные вопросы
Иранское законодательство не предоставляет женщинам одинаковые права с мужчинами во всех областях права. Верховный лидер аятолла Али Хаменеи заявил, что гендерное равенство было «одной из самых больших ошибок западной мысли».
- В разделе уголовного кодекса, посвященном кровавым деньгам (Дийе), ценность жизни женщины вдвое ниже, чем у мужчины («например, если на улице обоих переехала машина, денежная компенсация, причитающаяся семье женщины, составляла половину суммы для мужчины»)[91];
- Показания свидетеля-мужчины приравниваются к показаниям двух свидетелей-женщин[89][92][93];
- Женщине необходимо разрешение мужа, чтобы работать вне дома или покинуть страну[89].

В законе о наследстве Исламской Республики есть несколько случаев, когда женщина имеет право на половину наследства мужчины.